# Maserà di Padova
Maserà di Padova (velenceiül Mazarà) település Olaszországban, Veneto régióban, Padova megyében. Lakosainak száma 9126 fő (2023. január 1.). Maserà di Padova Albignasego, Cartura, Casalserugo, Abano Terme és Due Carrare községekkel határos.

## Népesség
A település lakossága az elmúlt években az alábbi módon változott:
| Lakosok száma | 9102 | 9127 | 9126 |
|               | 2017 | 2018 | 2023 |